# Curtea de Argeș
Curtea de Argeș [ˌkurte̯a de ˈard͡ʒeʃ] (Ausspracheⓘ, deutsch Argisch) ist eine rumänische Stadt im Kreis Argeș. Sie liegt am rechten Ufer des Flusses Argeș, der hier durch ein Tal der Südkarpaten fließt.

## Bevölkerung
| 1900 | 1912 | 1930 | 1956   | 1966   | 1977   | 1992   | 2002   | 2008   | 2011   | 2021   |
| 4210 | 6279 | 6809 | 10.746 | 16.424 | 24.645 | 35.824 | 32.510 | 33.243 | 27.359 | 25.977 |
| ---- | ---- | ---- | ------ | ------ | ------ | ------ | ------ | ------ | ------ | ------ |

## Geschichte
Curtea de Argeș ist eine der ältesten Städte der Walachei. Gemäß einer Überlieferung wurde sie im 14. Jahrhundert vom Fürsten Radu Negru gegründet, der sie im Folgenden zur ersten Hauptstadt des Fürstentums Walachei ernannte. Daher erhielt sie auch den Namen Curtea (dt. Hof). In der Stadt gibt es mehrere historische Kirchenbauten. Ende des 18. Jahrhunderts entstand ein Bischofssitz.

## Wappen
Blasonierung: „In Gold ein auffliegender, linkssehender, rotbewehrter, grauer Adler mit einem linksgewendeten goldenen Schwert in goldbespitzter roter Scheide in den Klauen und ein goldenes Fußspitzenkreuzchen im Schnabel.“ – „Auf dem Schildrand eine schwarzgefugte silberne Mauerkrone mit fünf Zinnentürmen, auf dem mittleren ein wachsender schwarzer Adler mit Kreuz im Schnabel, und schwarzen Fenstern in zwei Reihen.“

## Kunstdenkmäler und Sehenswürdigkeiten

### Kathedrale

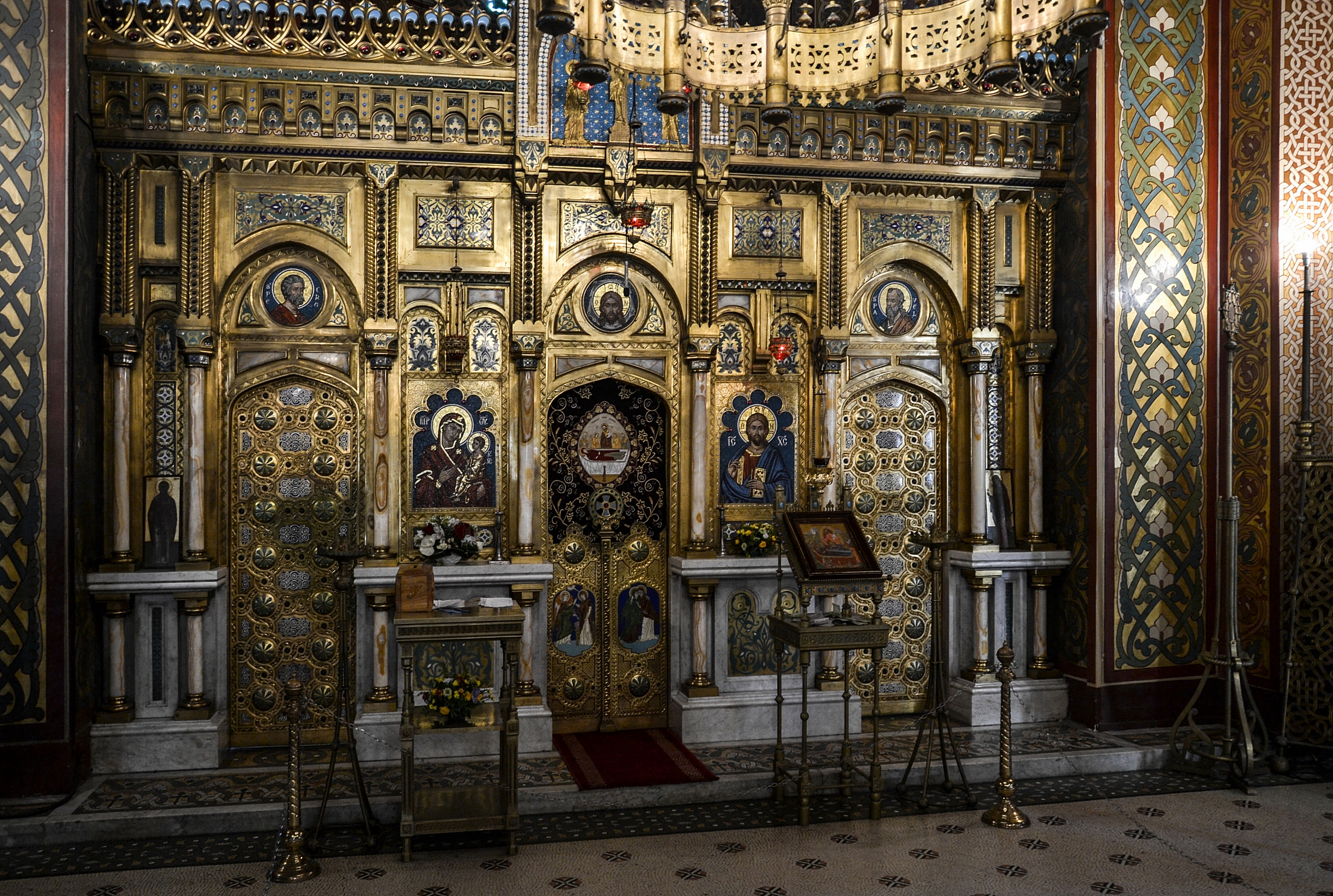
Altar der Kathedrale

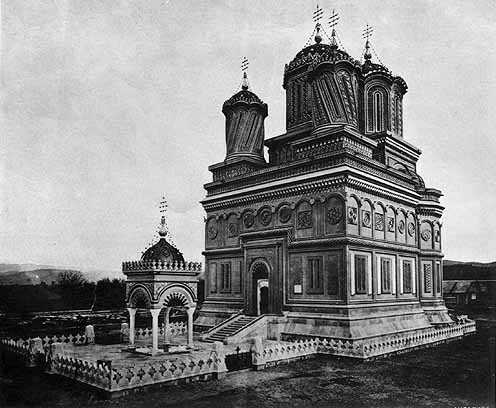
Kathedrale von Curtea de Argeș um 1880

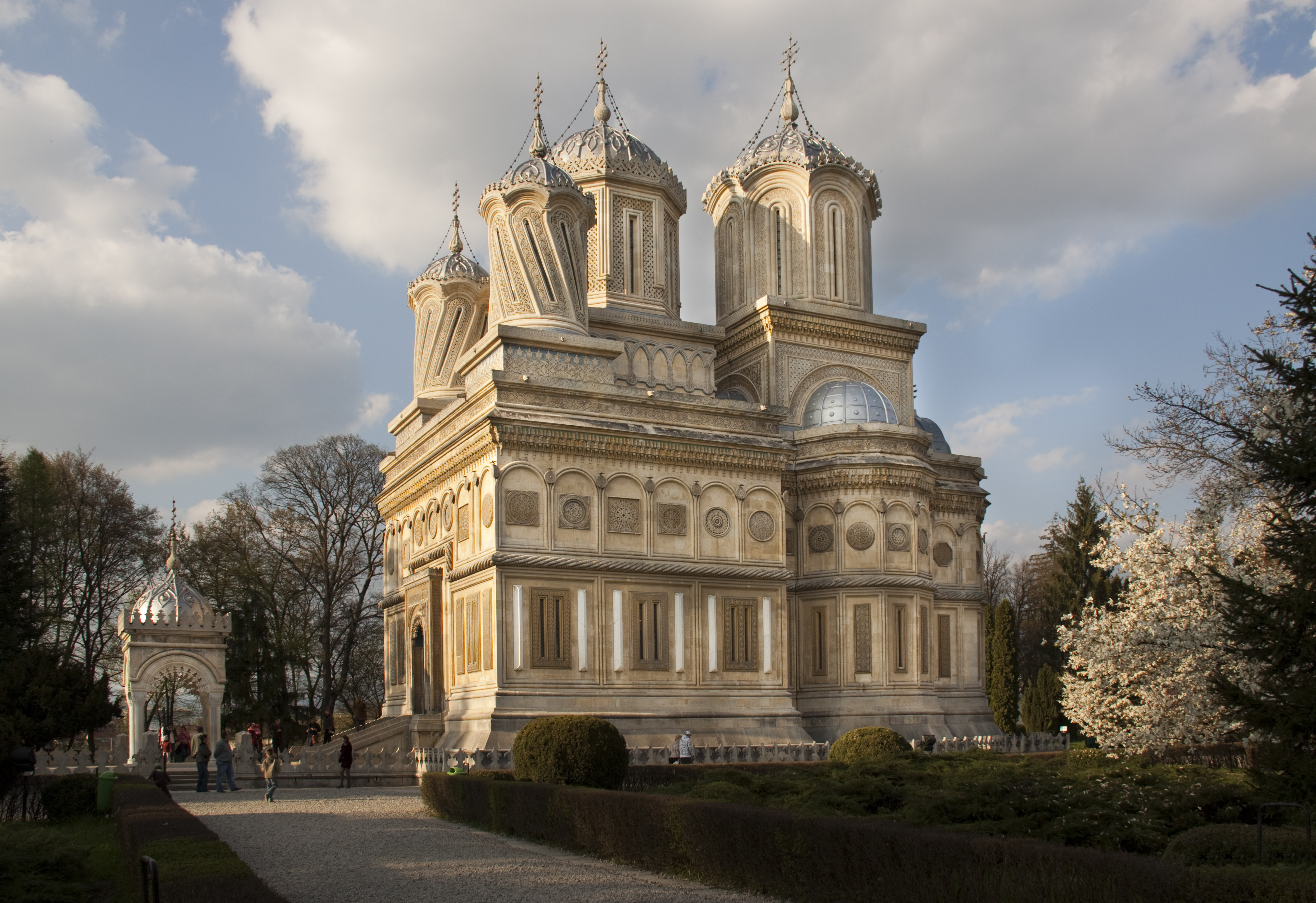
Die Kathedrale 2010

Die Kathedrale von Curtea de Argeș (Mănăstirea Curtea de Argeș, Catedrala Curtea de Argeș) ist eines der berühmtesten Gebäude in Rumänien. Sie steht auf den Grundmauern eines Klosters und liegt ungefähr anderthalb Kilometer nördlich der Stadt.
Sie ähnelt einem sehr großen und kunstvollen Mausoleum und wurde im byzantinischen Stil mit maurischen Arabesken erbaut.
Ihr Grundriss ist rechteckig, auf der Rückseite findet man aber sehr viele Anbauten. Im Zentrum des Gebäudes erhebt sich eine Kuppel, auf der vorderen Seite zwei kleinere Kuppeltürme, während sich eine zweite Kuppel, die breiter und höher ist als die zentrale, aus dem Anbau erhebt. Auf jeder Spitze thront ein umgedrehter, birnenförmig geformter Stein. Es symbolisiert ein dreifaches Kreuz, das für die Dreifaltigkeit steht.
Die Kathedrale ist auch die Grabstätte der rumänischen Königsfamilie. Folgende Mitglieder der Familie wurden hier beerdigt:
| 1. Prinzessin Maria (1870–1874) – (Tochter von König Karl I.) 2. Karl I., König von Rumänien (1839–1914) 3. Elisabeth zu Wied, Königin von Rumänien (1843–1916) – (Gemahlin von König Karl I.) 4. Prinz Mircea (1913–1916) – (Sohn von König Ferdinand I.) 5. Ferdinand I., König von Rumänien (1865–1927) 6. Marie von Edinburgh, Königin von Rumänien (1875–1938) – (Gemahlin von König Ferdinand I.) 7. Karl II., König von Rumänien (1893–1953), die sterblichen Überreste wurden 2003 von Lissabon überführt 8. Anna von Bourbon-Parma, (1923–2016) – (Gemahlin von König Michael I.) 9. Michael I., König von Rumänien (1921–2017) |

In der Nähe der Kathedrale befindet sich ein großer Königspalast im maurischen Stil. Die Bestände der Kathedrale wurden von Ungarn und Türken geplündert, aber einige Inschriften der Griechen, Slawen und Rumänen sind erhalten geblieben.
Eine Steintafel besagt, dass der Fürst Neagoe Basarab von 1512 bis 1521 die Kathedrale erbaut hat. Eine andere berichtet, dass der Fürst Ioan Radu die Arbeit im Jahr 1526 fertiggestellt hat. Eine dritte Beschreibung aus dem Jahr 1681 berichtet von Reparaturarbeiten durch den Fürsten Șerban I. Cantacuzino. Die vierte Tafel dokumentiert eine Restaurierung durch den ersten Bischof Joseph im Jahr 1804. Zwischen 1875 und 1885 wurde die Kathedrale rekonstruiert und im Jahr 1886 war sie wiederhergestellt.

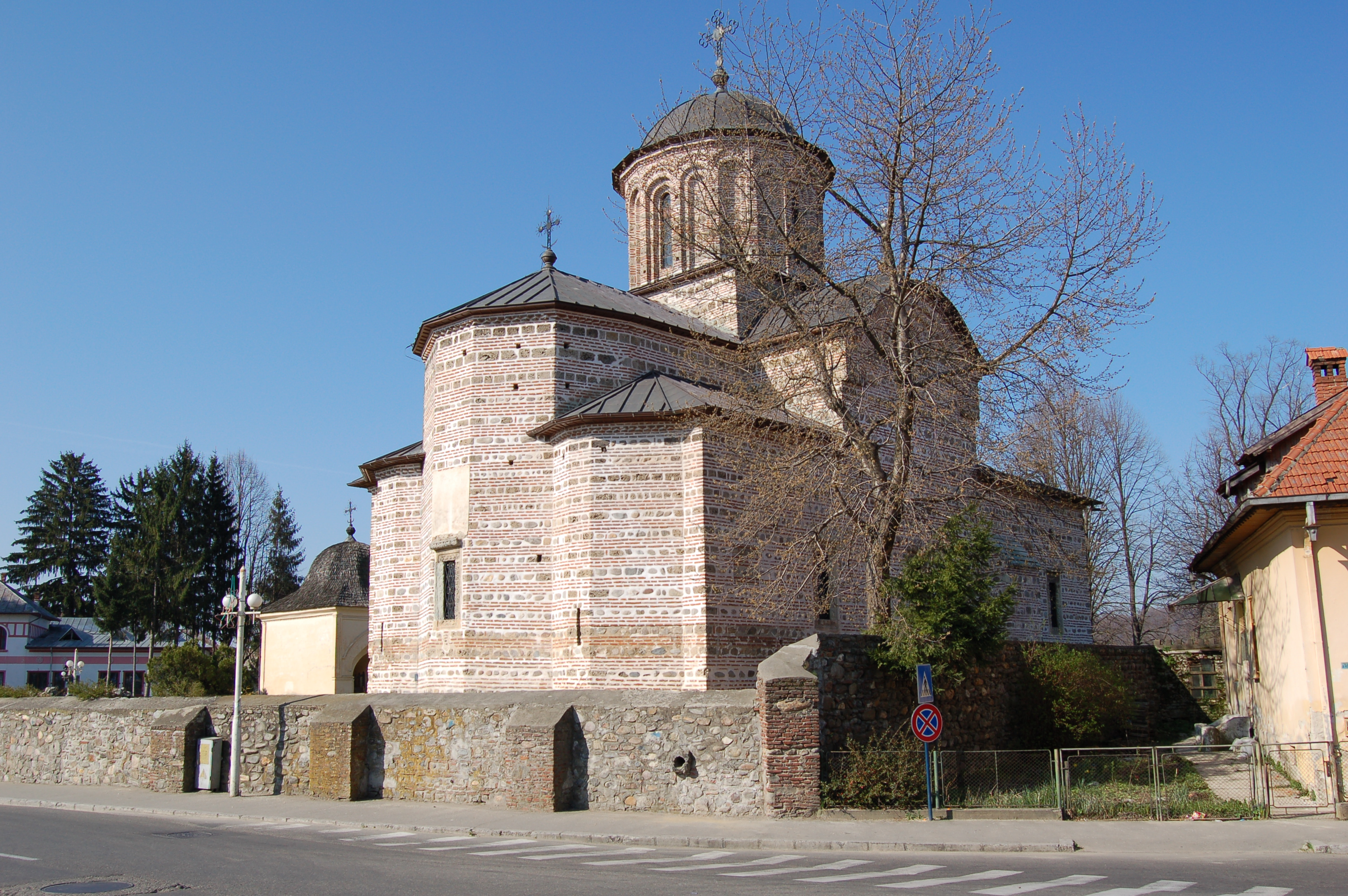
Die Fürstenkirche (Biserica Domnească)

### Weitere Kunstdenkmäler
- Fürstenkirche „Sankt Nikolaus von Curtea de Argeș“ (Biserica Domnească „Sfântul Nicolae din Curtea de Argeș“)
- Kirche „Sankt Nikolaus der Kleine“ (Biserica „Sân Nicoară“ oder Biserica „Sfântul Nicolae cel Mic“)
- Orthodoxe Kirche „Adormirea Maicii Domnului“

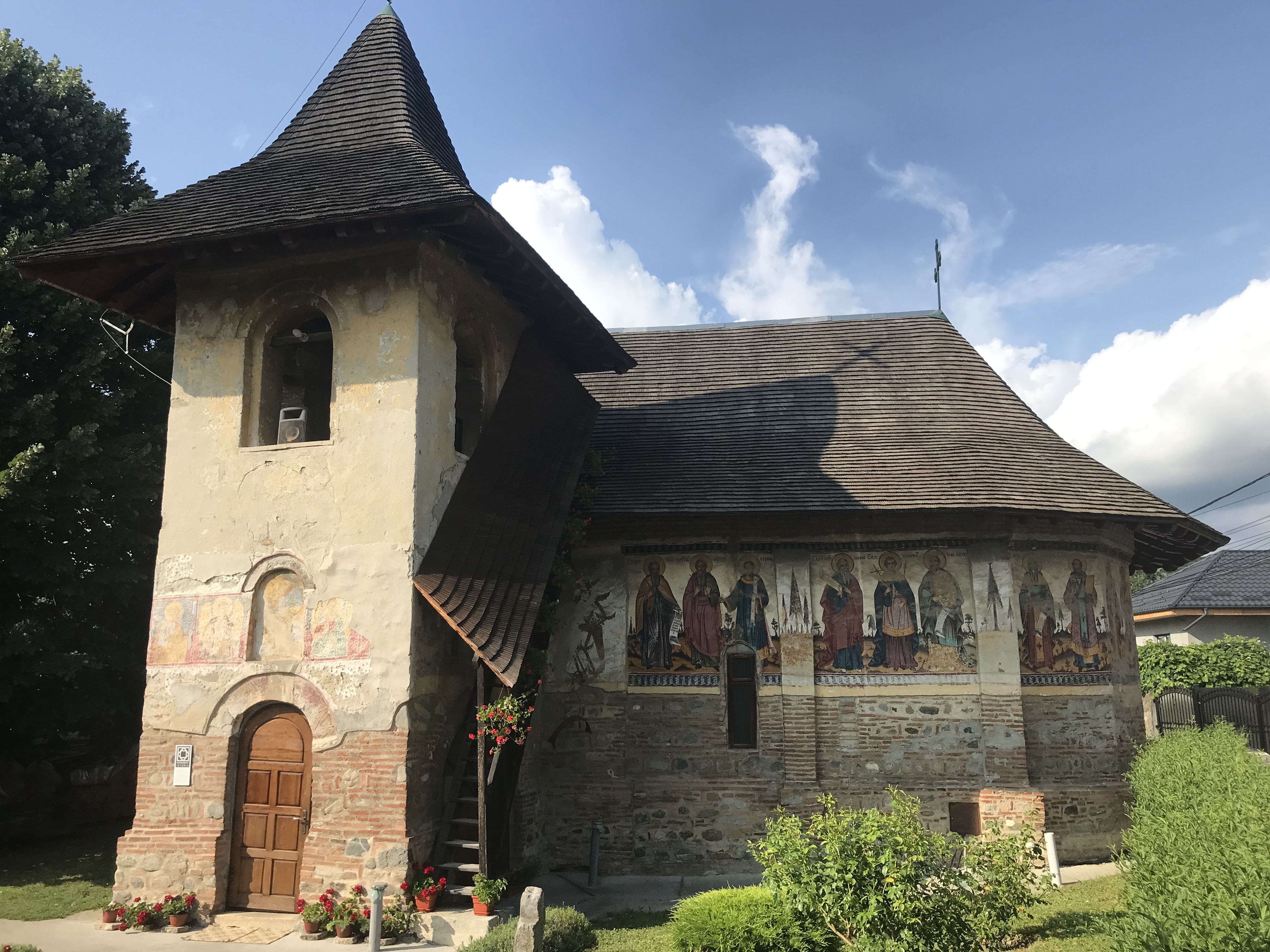
Orthodoxe Kirche „Adormirea Maicii Domnului“

## Verkehr
Curtea de Argeș ist Endstation der Eisenbahnstrecke von Pitești.

## Legenden
Die Legenden haben viele rumänische Dichter inspiriert, unter ihnen auch der preisgekrönte Künstler Vasile Alecsandri. Eine Geschichte beschreibt, wie Neagoe Basarab, während er in Konstantinopel in Gefangenschaft war, eine großartige Moschee für den Sultan entworfen hat, um dann nach seiner Rückkehr aus dem übrig gebliebenen Material die Kathedrale zu bauen.
Eine andere Version beschreibt, dass Radu Negru einen Architekten Meșterul Manole (Meister Manole) oder Manoli beschäftigte. Manole schaffte es nicht, die Mauern fertigzustellen, so drohte der Fürst ihm und seinen Assistenten mit dem Tod. Schließlich schlug Manole vor, einem alten römischen Brauch zufolge, eine lebende Frau in die Fundamente „einzuarbeiten“ und die, die am folgenden Morgen als erste erscheinen würde, sollte eingemauert werden. Die anderen Steinmetze warnten daraufhin ihre Familien, und Manole wurde gezwungen, seine eigene Frau zu opfern. Daraufhin konnte die Kathedrale fertiggestellt werden. Als Manole und seine Steinmetze dem Fürsten berichteten, sie könnten sogar ein größeres Gebäude errichten, setzte Radu Negru sie daraufhin auf dem Dach fest, so dass sie nichts mehr bewerkstelligen konnten. Sie konstruierten sich daraufhin hölzerne Flügel, um vom Dach herunterzufliegen. Aber einer nach dem anderen stürzte ab. Eine Quelle klaren Wassers wurde nach Manole benannt, weil er der Legende nach genau an dieser Stelle abgestürzt sein soll.

## Söhne und Töchter der Stadt
- Mircea cel Bătrân (1355–1418), walachischer Herrscher, hier gestorben
- Neagoe Basarab (ca. 1481–1521), walachischer Herrscher, hier gestorben
- Dincă Brătianu (1788–1844), walachischer Bojar
- Urmuz (1883–1923), Schriftsteller
- Gabriel Matei (* 1990), Fußballspieler

## Partnerstädte
- Nevers, Frankreich[7]